# Aglaoschema violaceipenne
Aglaoschema violaceipenne là một loài bọ cánh cứng trong họ Cerambycidae.